# Георг Штрасс
Георг Фрідріх Штрасс (фр. Georges Frédéric Strass; 29 травня 1701, Вольфісгайм поблизу Страсбурга — 22 грудня 1773, Париж, Французьке королівство) — ельзаський ювелір і винахідник імітації дорогоцінного каміння. Він найбільш відомий як винахідник гірського кришталю, який багатьма європейськими мовами називається стразою, з особливого типу кристала, який він знайшов у річці Рейн.

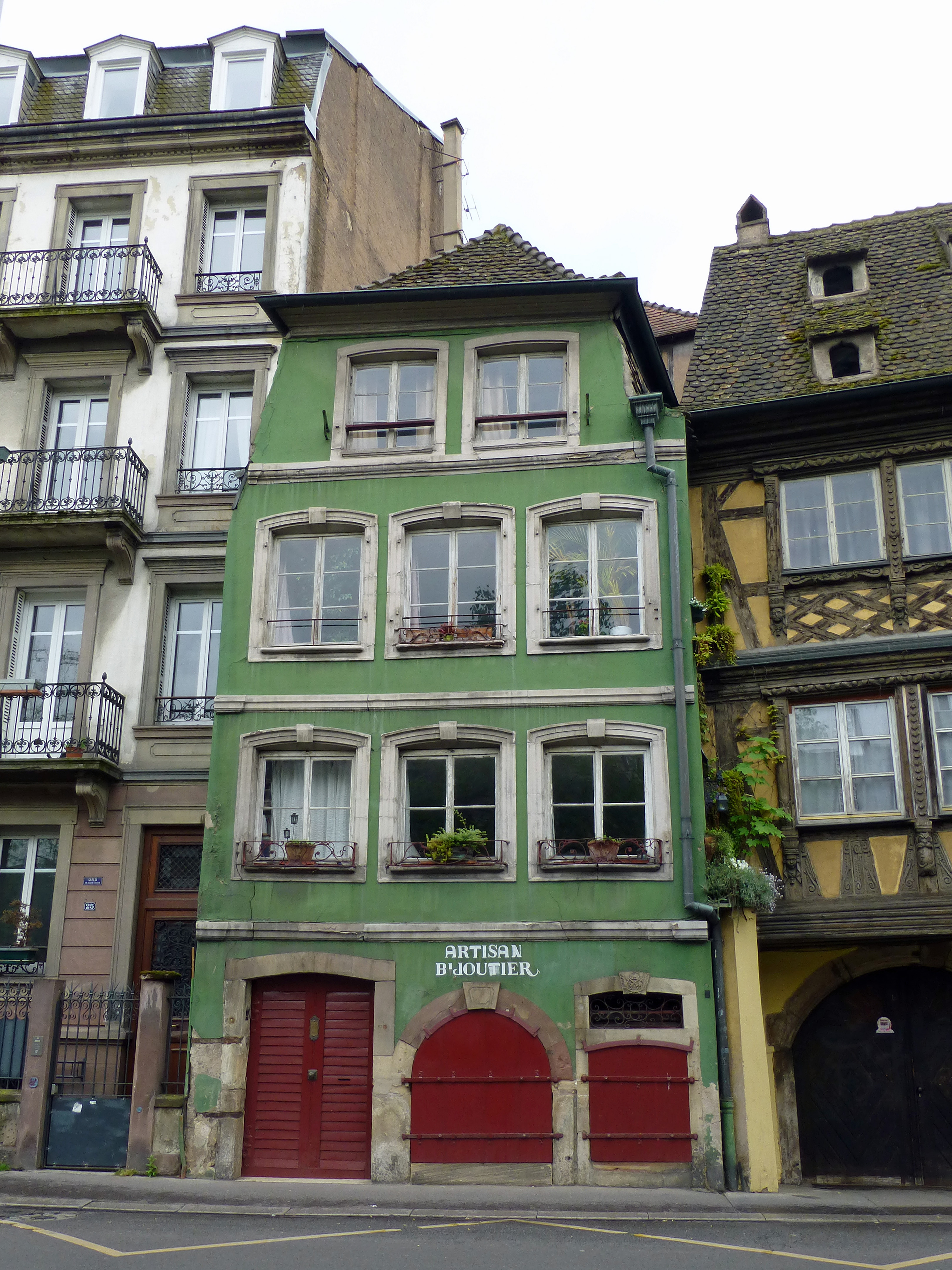
Будинок Авраама Спачопа, 24 Quai des Bateliers у Страсбурзі, де молодий Страсс навчався з 1714 по 1724 рік

Він використовував суміші бісмуту й талію, щоб покращити якість заломлення своїх імітацій, і змінював їх кольори за допомогою солей металів. На його думку, імітації були настільки схожі на справжні дорогоцінні камені, що він винайшов концепцію «імітації дорогоцінного каменю», щоб описати їх. Він значно покращив блиск своїх дорогоцінних каменів, приклеївши за них металеву фольгу. Пізніше ця фольга була замінена дзеркальним покриттям, нанесеним з парової фази.
Штрасс відкрив власну справу в 1730 році і повністю присвятив себе розробці імітації алмазів. За його великі досягнення в 1734 році він був удостоєний титулу «Королівський ювелір».
Він був партнером у ювелірному бізнесі мадам Прево. Протягом цього часу він продовжував вдосконалювати свої штучні дорогоцінні камені. Його роботи користувалися великим попитом при дворі французького короля Людовика XV, і він контролював великий ринок штучних дорогоцінних каменів.
Заможний завдяки своєму бізнесу, він зміг спокійно вийти на пенсію у 52-річному віці.